# Hansi Arland
Hansi Arland, właśc. Hansi Mühlbauer (ur. 6 listopada 1983 w Prien am Chiemsee) – niemiecki piosenkarz, autor tekstów, kompozytor, producent muzyczny i realizator dźwięku.

## Życiorys
Hansi Arland pochodzi z rodziny o tradycjach muzycznych. Jest synem Henry'ego (ur. 1945) – klarnecisty i kompozytora oraz Dorothei Mühlbauer. Jego dziadek Rolf (1922–2015) był kompozytorem, natomiast brat Maxi (ur. 1981) jest piosenkarzem i prezenterem telewizyjnym. Ma także przyrodnią siostrę Victorię (ur. 1989) z drugiego małżeństwa ojca. W 1993 roku wystąpił wraz z ojcem i bratem jako instrumentalne trio na Volkstümliche Hitparade na stacji ZDF wraz z Carolin Reiber, na którym zajęli 1. miejsce, a w 1994 roku zdobyli międzynarodowe Grand Prix Muzyki Folkowej za utwór pt. Echo der Berge. Potem przez lata byli gośćmi w różnych programach telewizyjnych oraz na scenach w Niemcy, Austrii i Szwajcarii.
W 2003 roku założył zespół pn. Sunrise Tribe, w którym był głównym wokalistą, autorem tekstów oraz producentem muzycznym. Z zespołem zaliczył ponad 150 występów na festiwalach muzycznych, takich jak m.in.: Chiemsee Summer, Rototom Sunsplash (finał Konkursu Europejskiego Reggae), Ned Forever Festival Montreux.
Hansi Arland jest właścicielem studia nagraniowego, w którym pracuje dla siebie i innych artystów, takich jak m.in.: Anthony B, Johnny Strange z zespołu Culcha Candela, Toni Tuklan, Rico Bernasconi, Willi Herren (La La Song), Raggatek, Anarchie, A Class i brata Maxiego, z którym komponował piosenki. W 2015 roku podpisał kontrakt z wytwórnią Universal Music France. W tym roku nagrał utwór pt. Wir machen Party, będący hymnem mega-parku. Pojawia się także na trasach koncertowych oraz galach wraz ze swoim bratem – Maxim

## Nagrody
- 1993: 1. miejsce na Volkstümliche Hitparade (Henry Arland & Söhne)
- 1994: Międzynarodowe Grand Prix Muzyki Folkowej (Henry Arland & Söhne)

## Piosenki
- The Journey (Solion i Rico Bernasconi)[5]
- Wir machen Party (Solion i Rico Bernasconi)[6]
- Sweat (A la la la la long) (Solion i A Class)[7]
- Chilln so is halt (Geeno, wyk. Solion)[8]
- One Lover (Raggatek i Solion, wyk. Anarchie)[9]
- Crazy World (Tuklan i Solion, wyk. Johnny Strange)[10]

## Dyskografia

### Single
Henry Arland & Söhne
- 1994: Berg-Romanze
- 1994: Rosenmelodie
- 1994: Echo Der Berge

### Albumy
Henry Arland & Söhne
- 1993: Gefühle
- 1994: Echo Der Berge
- 1994: Klarinetten- Weihnacht
- 1995: Bergkristall
- 2002: 32 Goldene Erfolge

Hansi & Maxi
- 1995: Fröhliche Weihnachten
- 2008: Ihr Kinderlein kommet

Sunrise Tribe
- 2006: Remember Dat (Remix) – singel
- 2008: Tribehauseffekt
- 2010: Journey Remix (Masterplan Riddim Compilation) – singel
- 2011: Journey